# Alimmainen Sivakkajärvi
Alimmainen Sivakkajärvi och Ylimmäinen Sivakkajärvi eller Sivakkajärvet är sjöar i Finland. De ligger i kommunen Enare i landskapet Lappland, i den norra delen av landet, 1 000 km norr om huvudstaden Helsingfors. Alimmainen Sivakkajärvi ligger 162,3 meter över havet. Arean är 51,7 hektar och strandlinjen är 5,99 kilometer lång. Sjön  ingår i Pasvik älvs huvudavrinningsområde. 